# Варково
Ва́рково (бел. Варкава) — деревня в составе Маслаковского сельсовета Горецкого района Могилёвской области Республики Беларусь.

## Население
- 1999 год — 80 человек
- 2010 год — 57 человек